# 1960년 미스코리아
1960년 미스코리아는 1960년 5월 24일에 서울특별시 중구의 동대문운동장에서 열린 네 번째 미스코리아 선발대회이다. 진에 당선된 손미희자는 미스 유니버스에서 준결선까지 진출하였고 미에 당선된 이영희는 미스월드에서 준결선까지 진출하는 데 성공하였다.

## 입상자
| 대회 |          | 진 (眞) | 선 (善) | 미 (美) |
| ---- | -------- | ------- | ------- | ------- |
| 본선 | 손미희자 | 김경자  | 이영희  |         |